# Distrito Regional de Strathcona
O Distrito Regional de Strathcona (enumerado como 27) é um dos 29 distritos regionais da Colúmbia Britânica, no oeste do Canadá. Seu território atual tem uma área territórial de 18.329.948 quilômetros quadrados e uma população de 44.671 residentes, de acordo com censo canadense de 2016. Existe um total de 21 reservas indígenas nomeadas dentro de seu território, com uma população de 1.579 habitantes e área de terra combinada de 16.444 quilômetros quadrados.
A sede do distrito está na cidade de Campbell River.